# 方召镇
方召镇，是中华人民共和国贵州省黔东南苗族侗族自治州台江县下辖的一个乡镇级行政单位。
2016年1月14日，贵州省人民政府批复同意台江县部分乡镇行政区划调整，撤销方召乡建制，设置方召镇，撤乡设镇后行政区域和政府驻地不变。

## 行政区划
方召镇下辖以下地区：
方召村、李子村、展苕村、黄毛村、交汪上寨村、交汪下寨村、基甲村、歹忙村、泡木村、养薅村、汪一村、巫脚南村、巫脚交村、反排村和巫梭村。

## 中国传统村落
2013年8月，反排村、巫脚交村、巫梭村、交汪村被评为第二批中国传统村落。